# 진도 망금산 관방성
진도 망금산 관방성(珍島 望金山 관방城)은 대한민국 전라남도 진도군 군내면 녹진리, 망금산에 있는 통일신라 시대의 성이다. 2002년 7월 13일 전라남도의 기념물 제204호로 지정되었다.

## 개요
망금산성은 진도군 군내면 녹진리에 있는 망금산(높이 111.5m) 정상에서 동남쪽 500m 밑의 허리에 있는 작은 봉우리(67m)에 있는 성이다.
성의 둘레는 460m이며, 서쪽이 동쪽보다 높은 서고동저형(西高東低型)의 테뫼식 해협 관방성으로 도랑을 판 흙과 막돌을 섞어 쌓고 외벽을 깎아 접근이 어렵도록 되어 있다.
망금산 관방성은 명량대첩의 역사현장이란 점에서 중요한 의미를 갖는다. 이 곳은 당시 전쟁에 이용했을 것으로 보이는 관방 유적이며, 성안에서 백제 와당이나 신라 토기를 수습한 점, 그리고 많은 성 가운데에서도 물목을 지키는 관방성이라는 점에서 지리적으로 중요하여 보존하고 보호할 가치가 크다. 조선시대 임진·정유란 때 강강술래를 했던 곳이라 전하고 있으나, 경사를 이루고 있는 지형여건 등에서 보면 고증하기가 어렵다. 이 성은 그보다 훨씬 전에 축성하여 관방유적으로 기능했기 때문에 관방성으로서의 지리적 중요성이 있다.
충무공 이순신이 진도를 남도(南道)의 요충(要衝)이라 하였고 조선 선조 때 판중추부사 유두수가 진도를 ‘가장 중요한 관방지역(最爲緊關之地)’이라 한 점, 『동국여지지』에 ‘해로요해지지(海路要害之地)’라 한 것은 울두목(咽喉之地)을 이른 것이다. 망금산성은 이 울두목을 지키기 위한 관방성으로 통일신라시대 축성 이후 고려∼조선시대를 거치면서 관방유적으로 기능을 하여 역사적·학술적 가치가 크다.

## 참고 자료
- 진도망금산관방성 - 국가유산청 국가유산포털